# 康平路
康平路，是中國上海市徐汇区的一条街道，东西走向，东起高安路，西至华山路，中间与吴兴路、宛平路、余庆路、天平路4条南北向道路交汇，是一条全长不到一公里的柏油马路，路宽15米至16米，道路两侧法国梧桐成荫。

## 道路历史
康平路原名麦尼尼路（Route Magniny Marcel）据有关资料记载，1922年这一地块上有三个自然村——许家宅（西濒天平路，南临康平路，东接吴兴路）、袁家宅（康平路南、宛平路两侧）和周家宅（康平路吴兴路口东北面）。1930年代，法租界内华人和外侨人口激增，分别是1865年的9倍和65倍，住房、交通问题日益突出，康平路就是在这种形势下修筑的。康平路由上海法租界公董局修筑，以法国侨民名命名为麦尼尼路，1943年汪精卫政权接收上海法租界时改名康平路。
1949年之后，康平路因中国共产党上海市委员会办公厅位于此地（康平路165号，简称康办）而闻名，有「上海的中南海」之称，有时也被用为中共上海市委的代称，为上海实际的政治权力中心。沿路为上海著名住宅区，居住过诸多中国政商名流。

## 沿街建筑
康平路两侧建筑物的时间跨度较长，既有20世纪初建造的类似官家大院式的「宅院」和老城厢平民住房，也有1940年代中建造的欧美风格的花园別墅和成片的西式里弄洋房，还有在1980年代以前为数不多的高楼建筑和很罕见的平房式洋房。康平路95号，是原上海体委的家属楼，建造于1980年代，与周边老洋房相比属于较为现代的建筑，NBA篮球明星姚明从小生活在那里。

### 西班牙与现代派建筑
1930年代，康平路建造的房屋以西班牙式为主，住房和花园面积都较大。康平路189-191号、 188号、192-198号是这一时期的代表性建筑，主要集中在天平路至余庆路之间的康平路两侧。1930年代后期到1940年代，这一时期建筑以现代派建筑。从1941年到1948年，房地产开发商（「大包筑头」）进入康平路，如今康平路203弄和康平路154—168号就是这一时期建造的。其中最具代表性的住房和花园面积最大的为康平路71号荣家的住宅。 

### 康平路黄园
康平路4弄3号内的西洋式平房，是上海法租界内十分罕见的平房式洋房，室内卫生设备、上下水的管道、壁炉等一应俱全。该房屋是上海纺织大王吴昆生于1940年出钱建造的，此后连同周围土地出租给了著名园艺家黄岳渊。黄岳渊将建在真如日陷区的黄氏畜植一分场（又称黄园）迁至康平路，这一期间黄岳渊培育了几百盆珍稀盆景，几百种西洋杜鹃、中国杜鹃、茶花、月季和龙柏、雪松、白皮松等一些名贵的庭园树木的样本，很快康平路黄园就成为上海园艺爱好者经常光顾的地方。1944年10月，蓄须明志的梅兰芳为了躲避日本人的纠缠，在康平路黄园内居住了一段时间并度过了自己的50岁生日。

### 爱丽公寓
位于康平路余庆路交叉路口东北角的康平路182号是一栋建成于1934年的法式建筑「爱丽公寓」，以建筑师女儿名字命名。该建筑为钢筋混凝土结构，最特别的是入口平台位于车库之上，设计十分巧妙。这座大楼一层楼为一个狭长形火柴盒状建筑，全部为汽车库，面积约占整幢大楼建筑面积的三分之一；二至十层住房建造在汽车库的北端，周围居民称其为「九层楼」，是1985年之前康平路的最高建筑。

## 徐汇区文物保护点[5]
| 序号 | 名称                    | 地址                |
| ---- | ----------------------- | ------------------- |
| 128  | 康平路172弄35、36号住宅 | 康平路172弄35、36号 |
| 129  | 康平路207弄1号花园住宅  | 康平路207弄1号      |
| 130  | 康平路4弄2号花园住宅    | 康平路4弄2号        |
| 131  | 康平路63号花园住宅      | 康平路63号          |

### 特色花园住宅
康平路205号，建造于1923年，是一栋具有巴洛克风格的花园住宅建筑。其外墙面用水泥砂浆粉刷，底层突出敞廊，敞廊由白色爱奥尼柱支撑，敞廊上部为二层露台，露台饰有古典式白色栏杆。建筑的层间配有水平齿形装饰带，窗上冠戴三角形山花。三层的女儿墙中部风格突出，饰有巴洛克图案。整幢建筑厚重，呈现古典的艺术感，是上海市第四批优秀历史建筑。这栋建筑传说最初是陈果夫、陈立夫兄弟的房子，现为徐汇区老干部局用房。
建于1930年的康平路1号花园住宅，兼具了现代派和西班牙式风格的花园住宅。屋顶为平缓的等坡屋面，错落有致，铺以红色圆筒瓦，高挑的烟囱略有圆弧形收口。立面几无装饰，仅窗洞周边做简化线脚。底层局部架空，形成了深远的入口门廊，门廊和柱子均为简单的几何体。小楼形体、线条水平流畅，装饰简洁，与道路转弯地形的退让空间相呼应，也是上海市第四批优秀历史建筑。实业家、大收藏家李祖夔，哲学家、教育家周抗都曾居住在康平路1号花园住宅，周抗还曾创作过一幅名为《康平路一号》的油画。

## 重大事件

### 康平路1号凶杀案
缂丝与田黄收藏大家、前上海县知事、大中华火柴公司老板李祖夔于1949年11月（一说1951年）在上海康平路1号寓所内遇害身亡，时称「上海康平路1号凶杀案」。凶杀案后查明为犯罪分子贪财冒充警察入室抢劫，用浸泡三氯甲烷的药棉堵住李祖夔口鼻最终导致其中毒太深、窒息而亡。杀害李祖夔的犯罪嫌疑人周占平及同伙赵某最终伏法，周随后被判处死刑执行枪决。

### 康平路事件
1966年12月28日，张春桥策划了康平路事件，工总司和赤卫队在上海市委所在地康平路进行了一次大规模武斗。十几万人造反队员包围了两万人的赤卫队，双方发生激烈冲突，近百人重伤送院，康平路事件是文革时期的上海也是全国发生的第一次大规模武斗。此后上海赤卫队的市、区负责人240多被抓，组织土崩瓦解，为张春桥1967年的一月夺权制造了有利的力量对比和政治态势。

## 其他信息

### 交会道路（东向西）
- 高安路
- 吴兴路
- 宛平路
- 余庆路
- 天平路
- 华山路

### 其他公共机构
- 高安路第一小学（康平路4弄9号）
- 上海市第五十四中学（康平路34号）
- 中国共产党上海市委员会（康平路165号）